# Сейнт Пол (Орегон)
Вижте пояснителната страница за други значения на Сейнт Пол.
Сейнт Пол (на английски: St. Paul) е град в окръг Мариън, щата Орегон, САЩ. Сейнт Пол е с население от 354 жители (2000) и обща площ от 0,8 km². Намира се на 51,5 m надморска височина.